# Madan Senki Ryukendo
Madan Senki Ryukendo (魔弾戦記リュウケンドー, Madan Senki Ryūkendō, traduzido como As Crônicas Mágicas de Ryukendo) é uma série tokusatsu japonesa. É a primeira produção da Takara Tomy, em parceria com a We've Inc. O programa foi exibido às 7:00 h na TV Aichi de 8 de Janeiro a 31 de Dezembro de 2006, totalizando 52 episódios e 2 especiais. O sucesso de Ryukendo levou a Takara a criação de outro tokusatsu, Tomica Hero Rescue Force.
Em outubro de 2008, a RedeTV! anunciou que adquiriu da Swen-Televix os direitos de exibição da série no Brasil. Em 13 de Abril de 2009, às 19h, a série estreou dentro do bloco TV Kids, juntamente com o Anime Pokémon. A série terminou em 24 de junho do mesmo ano, totalizando 52 episódios apresentados, sendo reprisada no horário das 19h30 min do mesmo bloco infantil. Saiu do ar logo após, mas retornou no horário das 12h30 min para apenas algumas cidades do Brasil, sendo posteriormente retirada do ar. Em 8 de abril de 2011, passou a ser reexibida às 15:35 dentro de outro bloco do mesmo programa, saindo do ar dia 27 de junho. No dia 8 de julho de 2011, volta a ser exibida, com cortes, no horário das 12:00 às 13:00, dentro de um dos blocos do TV Kids.

## Sinopse
Akebono é uma pacata cidade nos arredores do Japão, onde as pessoas vivem tranquilamente sem qualquer perturbação. Porém, a cidade possui um local denominado Ponto de Poder (パワースポット, Pawā Supotto), do qual provém enorme quantidade de energia. Essa energia tem atraído ataques de monstros e outras criaturas demoníacas da organização Jamanga, liderada pelo cientista Doutor Worm, cujo objetivo é concentrar grandes quantidades de Energia Negativa (マイナスエネルギー, Mainasu Enerugi) (obtida através dos sentimentos ruins dos seres humanos, como o medo e o pavor) para ressuscitar o Grande Rei Demônio da organização, Fantasma Verde. Para detêr as constantes investidas das criaturas, foi criada uma organização, a S.H.O.T. (Shoot Hell Obduracy Troopers), que se mantém em segredo e luta contra os demônios às escondidas.
Paralelamente a isso, Kenji Narukami é um jovem que se muda para a pacífica Akebono e é confundido com um demônio logo em sua chegada. Ao mesmo tempo, um exército de soldados monstros começam a atacar Akebono, e Kenji se vê diante de um confronto entre a polícia local e os invasores. Após salvar o cachorrinho de um senhor e enfrentar um monstro aranha gigante, Kenji é derrubado e escolhido pela GekiRyuuKen, uma espada mágica com grandes poderes. Ao ativá-la, Kenji acaba se tornando o guerreiro Ryukendo, cujo destino é combater Jamanga.

## Guerreiros Madan
Os Guerreiros Madan (魔弾戦士, Madan Senshi) são poderosos defensores cuja missão é proteger o planeta das ameaças das trevas. São eles Ryukendo, Ryugan'o e Ryujin'o. Para lutar, todos possuem uma arma de combate, que serve como dispositivo de transformação, e um set de chaves, cujas funções podem ser executar um ataque ou invocar seus mechas.

### Ryukendo
Kenji Narukami/Espadachim Madan Ryukendo (鳴神剣二/魔弾剣士リュウケンドー, Narukami Kenji/Madan Kenshi Ryūkendō): jovem que se muda para a cidade de Akebono. Confundido com um demônio logo na chegada, salva o cão do dono de uma lanchonete, enfrentando, em seguida, um demônio gigante enviado pela Jamanga. Após cair das costas do monstro, é escolhido pela GekiRyuuKen, uma espada falante, e se transforma no herói blindado. A partir de então é recrutado pela S.H.O.T. e passa a lutar ao lado de Ryugan'o (membro da organização) contra o império Jamanga. Seu grito de transformação é GekiRyuu Mudar! (撃龍変身!, Gekiryū Henshin!).
Ainda, Kenji pode invocar seus JuuOu (獣王, JūŌ, traduzido como Besta Rei), animais mecânicos que garantem maior poder de ataque aos guerreiros. Seu JuuOu primário é o Brave Leon (ブレイブレオン, Bureibu Reon). Seu golpe final é o mortal Corte Madan (魔弾斬り, Madan Giri).
Ryukendo possui três formas alternativas, adquiridas primariamente com as Chaves Madan obtidas em suas vitórias contra os monstros da Yamanga:
- Ryukendo Fogo (ファイヤーリュウケンドー, Faiyā Ryūkendō, 2-): é a primeira forma que Ryukendo consegue ativar, utilizando a Chave Fogo, obtida em sua primeira vitória. Nessa forma todos os seus ataques tem o fogo como base. Nesta forma, seu JuuOu é o Fire Kong (ファイヤーコング, Faiyā Kongu), e seu golpe final é o Corte de Fogo (火炎斬り, Kaen Giri). Pode, ainda, unir-se ao Fire Kong para disparar o poderoso Canhão de Fogo (ファイヤーキャノン, Faiyā Kyanon).
- Ryukendo Aqua (アクアリュウケンドー, Akua Ryūkendō, 4-): segunda forma de Ryukendo, é ativada através da Chave Aqua. Com esse poder, Ryukendo tem acesso a técnicas aquáticas e glaciais. Seu JuuOu nessa forma é o Aqua Shark (アクアシャーク, Akua Shāku), e seu golpe finalizador é o Corte de Gelo (氷結斬り, Hyōketsu Giri).
- Ryukendo Trovão (サンダーリュウケンドー, Sandā Ryūkendō, 12-): terceira forma do herói, é alcançada pelo uso da Chave Trovão. Essa chave lhe foi dada por Yack Moon, que se recusou a lutar com o herói por considerá-lo fraco demais. Kenji, visando derrotar o inimigo a todo custo, utiliza a chave sem que Setoyama a exponha ao Canhão de Luz, causando uma pane na GekiRyuuKen e impossibilitando a si mesmo de se transformar. Posteriormente, consegue dominar o poder da chave e alcançar sua respectiva forma. Seu JuuOu é a Thunder Eagle (サンダーイーグル, Sandā Īguru), e seu golpe de misericórdia é o Corte Relâmpago (雷鳴斬り, Raimei Giri).

Após o episódio 29, quando a GekiRyuuKen absorve uma grande quantidade de energia, a espada se torna a Deus GekiRyuuKen (ゴッドゲキリュウケン, Goddo Gekiryūken), e todas as suas chaves evoluem. Consequentemente, seus poderes são aumentados e suas formas se tornam versões mais poderosas das originais:
- Deus Ryukendo (ゴッドリュウケンドー, Goddo Ryūkendō, 29-): a versão definitiva do Ryukendo original. Torna-se o novo modo padrão do herói, em que seus poderes são enormemente ampliados. Seu JuuOu sofre uma transformação, tornando-se o Deus Leon (ゴッドレオン, Goddo Reon). Seu golpe final se torna o ultraforte Corte Madan do Rei Dragão (龍王魔弾斬り, Ryūō Madan Giri).
- Burning Ryukendo (バーニングリュウケンドー, Bāningu Ryūkendō, 34): versão evoluída do Ryukendo Fogo. Nessa forma, seu Fire Kong se transforma no Burning Kong (バーニングコング, Bāningu Kongu), podendo unir-se a seu mestre para disparar o ultrapoderoso Canhão Burning (バーニングキャノン, Bāningu Kyanon). Seu golpe finalizador também evolui para Corte Explosivo (爆炎斬り, Bakuen Giri).
- Blizzard Ryukendo (ブリザードリュウケンドー, Burizādo Ryūkendō, 36): versão evoluída do Ryukendo Aqua. Seu Aqua Shark transforma-se no Blizzard Shark (ブリザードシャーク, Burizādo Shāku), e seu golpe de misericórdia é o Gelo Explosivo (爆氷斬り, Bakuhyō Giri).
- Ryukendo Relâmpago (ライトニングリュウケンドー, Raitoningu Ryūkendō, 39): versão melhorada do Ryukendo Trovão. A Thunder Eagle também se transforma, tornando-se a Lightning Eagle (ライトニングイーグル, Raitoningu Īguru). Sua técnica final torna-se o eletrizante Relâmpago Explosivo (爆雷斬り, Bakurai Giri).

No episódio 45, quando Kenji entra no corpo de Rock Crimson, acaba encontrando uma chave dourada que o transforma "acidentalmente" na versão extrema do Deus Ryukendo: Ryukendo Supremo (アルティメットリュウケンドー, Arutimetto Ryūkendō), que destrói o vilão sem nenhuma dificuldade. Posteriormente, Kenji captura as outras chaves encontradas nos corpos de Lady Gold e Conde Bloody, unindo-as para formar a lendária Chave Máxima (アルティメットキー, Arutimetto Kī). Quando inserida na GekiRyuuKen, Kenji se transforma no poderoso guerreiro dourado e prateado, cujo poder é enormemente maior do que o de Deus Ryukendo. Nesta forma, Ryukendo pode combinar seus quatro JuuOu para gerar o quase invencível Dragão Trovão (ライジンリュウ, Raijin Ryū), o JuuOu mais poderoso. Seu golpe final é o avassalador Corte Madan Supremo (究極魔弾斬り, Kyūkyoku Madan Giri).

### Ryugan'o
Juushirou Fudou/Atirador Madan Ryugan'o (不動銃四郎/魔弾銃士リュウガンオー, Fudō Jūshirō/Madan Jūshi Ryūgan'ō): membro veterano da S.H.O.T., aparece no primeiro episódio da série e já mostra sua força, derrotando um exército de Servos com relativa facilidade. Após a entrada de Kenji na organização, Fudou é apelidado de "dom" (Ossan, no original) pelo novato, apelido que ele não gosta nem um pouco. Apesar de muitas vezes entrar em atrito com seu novo companheiro (eis que detesta o apelido inventado por Kenji, ficando muito irritado sempre que o chamam por ele), Fudou acaba vendo em Kenji um grande amigo e parceiro.
Sua arma e dispositivo de transformação é a GouRyuuGun, uma pistola com as mesmas propriedades e poderes da GekiRyuuKen de Kenji. Seu grito de transformação é GouRyuu Mudar! (剛龍変身!, Gōryū Henshin!). Seu JuuOu é o fiel Buster Wolf (バスターウルフ, Basutā Urufu). Seu golpe final é o poderoso Canhão Dragão (ドラゴンキャノン, Doragon Kyanon).
No episódio 23, a GouRyuuGun destruída em batalha contra o disco voador Bloody UFO. Porém, alguns episódios depois, a arma é reconstruída com uma nova forma e novos poderes. Agora, Fudou pode se transformar em Magna Ryugan'o (マグナリュウガンオー, Maguna Ryūgan'ō), uma versão dez mil vezes mais poderosa que sua forma original. Seu JuuOu também sofre um upgrade, tornando-se o selvagem Magna Wolf (マグナウルフ, Maguna Urufu). Seu golpe finalizador torna-se o ultrapoderoso Canhão Dragão Magna (マグナドラゴンキャノン,  Maguna Doragon Kyanon).
No episódio 50, quando Kenji consegue se transformar em Ryukendo Supremo e dissipa a energia do Ponto de Poder sobre Akebono, Fudou é banhado pelas gotas douradas emitidas da GekiRyuuKen, o que lhe garante uma super-evolução: torna-se Ryugan'o Supremo (アルティメットリュウガンオー, Arutimetto Ryūgan'ō), versão muito mais poderosa do que o Magna Ryugan'o. Seu JuuOu nessa forma é o Wolf Supremo (アルティメットウルフ, Arutimetto Urufu) e seu golpe final é o incrível Canhão Dragão Supremo (アルティメットドラゴンキャノン, Arutimetto Doragon Kyanon).

### Ryuyin'o
Koichi Shiranami/Lutador Madan Ryuyin'o (白波鋼一/魔弾闘士リュウジンオー, Shiranami Koichi/Madan Tōshi Ryūjin'ō, 14-): não é membro da S.H.O.T., mas um misterioso andarilho armado com a poderosa ZanRyuuYin, um "machado-arco" com lâmina dupla. Ao mesmo tempo que é inimigo da S.H.O.T., luta contra os Jamanga, confrontando Lady Gold e os Guerreiros Madan em batalha. Seu objetivo , ao que deixa claro, é tornar-se mais forte e obter novas Chaves Madan para lutar. Koichi viveu com seus pais na Inglaterra quando era criança, e foi salvo de uma explosão na área de testes da S.H.O.T. na Europa por Amachi. Porém, o garoto cresceu pensando que o chefe era o culpado pela morte de seus pais, mortos na explosão. Assim, ele adentrou o núcleo Madan Ryu e roubou os poderes de Ryuyino para vingá-los, jurando um dia destruir Amachi e a S.H.O.T. Devido a essa sede de vingança, Koichi tornou-se frio e sem amor, representando a figura do anti-herói da série. Porém, após descobrir a verdade e até mesmo conseguir falar com seus pais mortos (revividos devido a um feitiço de Lady Gold no episódio 19), passa a lutar pelo bem. Logo descobre que o responsável pela morte de seus pais era, na verdade, Conde Bloody, o que faz com que nutra um ódio mortal pelo demônio. Seu grito de transformação é ZanRyuu Mudar! (斬龍変身!, Zanryū Henshin!) e seu JuuOu é o Delta Shadow (デルタシャドウ, Deruta Shadō), que pode combinar-se à seu mestre e lhe dar a capacidade de voar e se transformar numa motocicleta. Seus golpes finais são, respectivamente, o Ataque do Caos (乱撃, RanGeki) e a Flecha Letal (乱舞, RanBu). Ainda, Ryuyin'o possui uma habilidade única: ao gritar "Ventania!" (烈風, Reppū), ele pode se movimentar em velocidade supersônica, ganhando vantagem e eventual distância sobre seu oponente.
No episódio 50, quando Kenji banha Akebono com partículas do Ponto de Poder, Koichi, juntamente com Fudou, recebe a energia da GekiRyuuKen e evolui para Ryuyin'o Supremo (アルティメットリュウジンオー, Arutimetto Ryūjin'ō), versão mais poderosa de sua forma original. Seu JuuOu nessa forma é o Shadow Supremo (アルティメットシャドウ, Arutimetto Shadō) e seus golpes finalizadores são o Ataque do Caos Supremo (アルティメット乱撃, Arutimetto RanGeki) e a poderosa  Flecha Suprema (アルティメット乱舞, Arutimetto RanBu).

## Mestre Ryukendo
O Mestre Ryukendo (マスターリュウケンドー, Masutā Ryūkendō, 47, 50) é um Guerreiro Madan ancestral que defendeu o planeta das investidas da jamanga há milhares de anos. Juntamente com seus dois companheiros (ancestrais de Ryugan'o e Ryuyin'o), ele travou uma batalha derradeira contra o Fantasma Verde. Como o Mestre foi o único a alcançar a forma Suprema, os três guerreiros não conseguiram destruí-lo, mas a força dos três ataques finais combinados foi suficiente para drenar a energia do demônio e o reduzisse ao estado larval, retendo, no entanto, a Chave Suprema dos guerreiros. Prevendo que o rei iria acordar algum dia, os três fundiram seus poderes com os Dragões da Luz, transformando o Mestre na espada GekiRyuuKen e seus companheiros em GouRyuuGun e ZanRyuuYin, para que pudessem ajudar a próxima geração de guerreiros. É trazido à vida acidentalmente após Kenji brigar com GekiRyuuKen, sem qualquer memória de sua vida passada até o ataque da Yamanga. Sua armadura é semelhante à do Ryukendo atual, porém de bronze com detalhes em alto relevo e uma capa vermelha. Seu grito de transformação é Shadu Iraki Yuza! GekiRyuu Mudar! (シャデュイラキユザ! 撃龍変身!, Shadu Iraki Yuza! Gekiryū Henshin!). Ao se transformar, Mestre Ryukendo encoraja Kenji a lutar usando a concentração e a coragem, demonstrando a sua técnica mais poderosa, o Corte Madan Supremo (究極魔弾斬り, Kyūkyoku Madan Giri). Após a luta, retorna para o Núcleo Madan Ryu da GekiRyuuKen, que acorda sem se lembrar de nada. Porém, no episódio 50, GekiRyuuKen se recorda de suas memórias como Mestre Ryukendo e aparece novamente para Kenji, dizendo-lhe para usar a energia do Ponto de Poder para salvar Fudou e Shiranami.

## Aliados

### S.H.O.T.
A S.H.O.T. (sigla de Shoot Hell Obduracy Troopers, algo como Soldados Blindados Atiradores do Inferno) é uma organização secreta criada para detêr as aparições misteriosas de monstros e batalhar os demônios que ameaçam a paz de Akebono. Como ninguém acredita que existam demônios, a S.H.O.T. age em segredo, muitas vezes às escondidas para que ninguém descubra suas atividades. Sua base se localiza abaixo da Central de Polícia de Akebono, acessada através de um elevador secreto do qual somente os membros tem credenciais para acessar. Há somente quatro membros na filial de Akebono, forante os Guerreiros Madan.
- Yuuya Amachi (天地 裕也, Amachi Yūya): comandante da S.H.O.T., se disfarça de faxineiro da estação de polícia para manter que nenhum civil desconfie da existência da organização. Koichi/Ryujino acreditava que Amachi matou seus pais no passado. Porém, o chefe o protegeu da explosão do armazém da S.H.O.T. na Europa.
- Lin Sakyou (左京 鈴, Sakyō Rin): operador da organização e secretária da central de polícia. Se dá relativamente bem com Kenji, apesar de algumas vezes entrar em atrito com ele. Em seu primeiro encontro, Kenji a chamou de "Lei Seca" (um trocadilho da dublagem brasileira). Tem uma leve queda pelo herói, incentivada por Umi a segui-la, porém não tem certeza se o que sente é por Ryukendo ou pelo próprio Kenji.
- Kiichi Setoyama (瀬戸山 喜一, Setoyama Kiichi): engenheiro da S.H.O.T., responsável por analisar as Chaves Madan no Canhão de Luz e enviá-las aos guerreiros, bem como desenvolver novos apetrechos para combater a Jamanga.
- Professor Mikuriya (御厨博士, Mikuriya Hakase): um professor que auxilia Kiichi em seu trabalho.

## Civis
- Kaori Nose (野瀬 かおり, Nose Kaori): uma florista que Kenji conheceu em seu primeiro dia em Akebono. Logo de cara, os dois parecem ter uma queda um pelo outro, já que Kenji sempre fica "bobo" ao vê-la, e quando a garota está em perigo, ele parte para salvá-la. No episódio 14, é enganada pela vilã Lady Gold, acreditando que Ryukendo atacou Ritsuko e Ichiko. Kaori foi escolhida como líder da equipe de vigilantes de Akebono após vencer o torneio de artes marciais da cidade. Demonstra uma queda por Shiranami ao longo da série.
- Komachi Kurihara (栗原 小町, Kurihara Komachi): uma mulher fantasma que "assombra" a Central de Polícia de Akebono. Apenas aqueles que possuem um grande senso de justiça e muita coragem, como Kenji e a própria GekiRyuuKen, podem enxergá-la. Na verdade, é o espírito da primeira detetive-chefe da polícia de Akebono, que viveu no século XIX e morreu no cumprimento do dever em outubro de 1908. Auxilia Kenji diversas vezes (como na batalha Kenji contra Jack Moon), concedendo-lhe grandes quantidades de energia para que ele possa enfrentar os inimigos, além de encorajar o chefe de polícia atual, Hanada. Volta à vida acidentalmente no episódio 19, graças a um feitiço de Lady Gold e Doutor Worm, e aprofunda sua relação com Kenji. Mesmo voltando ao mundo dos espíritos, ela continua a visitar a base da S.H.O.T. ocasionalmente. Posteriormente, é revelado que ela pode armazenar energia ao treinar para combater os monstros da Jamanga.
- Ichiko Nakazaki (中崎 市子, Nakazaki Ichiko) e Ritsuko Takakura (高倉 律子, Takakura Ritsuko): duas garotas policiais que agem como vigilantes de Akebono, utilizando seus próprios métodos para enfrentar os demônios. Muito desastradas, quase sempre tornam-se vítimas dos planos da Jamanga e necessitam ser salvas pelos Guerreiros Madan. Apesar disso, são as únicas guardas policiais que efetivamente lutam contra os demônios dispondo de um arsenal que vai de pistolas e rifles comuns a bazucas e canhões usados pela SWAT.
- Umi Saionji (西園寺 海, Saionji Umi, 10, 22-24, 40, 48-49, 52): a noiva e treinadora de Kenji. Ocasionalmente visita Akebono, encarregando Rin de cuidar de seu noivo. Em sua primeira aparição, ela reconhece Kenji como Ryukendo e lhe diz para continuar sempre lutando e protegendo as pessoas. Ao retornar, ela incentiva Rin a se aproximar de Kenji, tentando convencer a oficial da S.H.O.T. a aceitar seus sentimentos pelo jovem.
- Kumazo e Kumiko(1,4,5,7,9,12,23,27,31,32,35-39,44,52) Casal de meia idade que possuem um açougue em Akebono.
- Shigero
- Yushiko A mãe rigorosa de Shigero que é apaixonada por Fudou.
- Gajiro

## Inimigos

### Exército de Demônios Yamanga
O Exército de Demônios Yamanga (魔人軍団ジャマンガ, Majin Gundan Jamanga) são os principais inimigos da S.H.O.T. e dos Guerreiros Madan. Seu principal objetivo é juntar energia negativa (Minus Energy), gerada quando os humanos tem sentimentos ruins como o medo e o pavor, para reviver seu rei, Fantasma Verde. Há séculos, os Guerreiros Madan ancestrais (Mestre Ryukendo e seus dois companheiros) lutaram contra o Grande Rei em uma árdua batalha. Mesmo não conseguindo derrotá-lo, já que somente o Mestre alcançou a forma Suprema, o ataque conjunto dos heróis tirou energia suficiente do demônio ao ponto de reduzi-lo a um estado larval, vivendo dentro de uma esfera oval esverdeada até o dia em que pudesse novamente despertar. Antes de "morrer", no entanto, Fantasma Verde obteve a Chave Máxima do Mestre Ryukendo, e dividindo-a em três partes, guardou-as nos corpos de Lady Gold, Rock Crimson e Conde Bloody, fazendo-os imortais. Nos tempos atuais, os vilões desejam ressuscitá-lo para que recebam proteção e ganhem posição dominante sobre o planeta Terra.
- Grande Rei Demônio Fantasma Verde (大魔王グレンゴースト, Daimaō GurenGōsuto): o "rei dos demônios" da Yamanga, foi derrotado há milhares de anos pelo Mestre Ryukendo e devido à grande perda de energia, acabou aprisionado em uma espécie de ovo verde em forma de esfera que se mantém no céu negro do local onde o grupo Yamanga reside. Somente através de energia negativa, obtida com as emoções negativas dos humanos, ele pode ser revivido. Emerge do castelo da Yamanga perto do final da série para completar a última etapa de sua ressuscitação; no entanto, Kenji já havia recuperado as três Chaves Supremas e consegue transformar-se em Ryukendo Supremo, derrotando facilmente o Grande Rei ainda em estado larval. Porém, o rei sobrevive ao ataque final e usa o corpo de Worm para ganhar energia e finalizar sua evolução, assumindo assim uma forma híbrida entre Worm e um inseto. Após lançar terríveis magias sobre a Terra, é finalmente destruído de uma vez por todas pelo ataque da Fusão dos Nove Espíritos conjunta de Ryukendo, Ryugan'o e Ryuyin'o em Modos Supremos.
- Inseto Venenoso Professor Doutor Worm (毒虫博士Ｄｒ．ウォーム, Dokumushi Hakase Dokutā Wōmu): criador de monstros da Yamanga, é um insectóide que cria demônios a partir do poder das Chaves Madan. Inicialmente serve como um líder da organização, mas com a entrada de Lady Gold e Conde Bloody, perde um pouco seu "prestígio". É eventualmente revelado que Worm sempre soube das Chaves Supremas escondidas nos corpos dos líderes da organização, mas escondeu os fatos para proteger sua posição superior dentro da Yamanga. Quando os três descobrem, Worm é desmascarado e humilhado por eles, e durante o funeral que organizou para Rock Crimson, considera até mesmo aliar-se aos humanos. Porém, sem saída, o Doutor "finge-se" de vilão maligno e trai os Guerreiros Madan e seus ex-aliados, decidindo agir por conta própria para ressuscitar Fantasma Verde. Insano, Worm dá seu corpo como fonte de poder ao Grande Rei, que absorve sua energia para completar a transformação.
- Máscara do Eclipse Lunar Yack Moon (月蝕仮面ジャークムーン, Gesshoku Kamen Jakku Mūn, 1-12, 21, 35-48, 51): um espadachim que trabalha para a Yamanga. Extremamente poderoso e hábil em batalha, consegue derrubar Ryukendo e Ryugan'o com facilidade. Apesar de ser um vilão, Yack Moon tem um código de honra: nunca atacar ou derrotar um inimigo mais fraco que ele, uma vez que considera tal ato uma perda de energia e de tempo. Porém, ele possui uma espécie de "lado negro", denominado lado monstro, que é justamente seu oposto: sente prazer em machucar e judiar dos mais fracos. Esse seu lado despertou no episódio 12, quando manejou atacar Akebono de sua fortaleza voadora. Mesmo sendo derrotado por Ryukendo Trovão, Moon sobreviveu e ficou agonizando nas trevas até ser salvo por um misterioso robô. De volta, seu objetivo era uma batalha derradeira contra Ryukendo, o que ocorreu durante um eclipse lunar que lhe deu seus poderes antigos de volta. Mesmo mais forte, Yack Moon acabou derrotado pelo Ultra Corte Relâmpago de Ryukendo Trovão. Após certo tempo, Yack Moon "retorna" em uma nova forma: Mechanic Moon (メカニムーン, Mekanimūn), um ciborgue com adornos dourados e completamente sob o comando de Bloody, sem qualquer memória de sua vida como espadachim. Porém, após a vitória dos Guerreiros Madan sobre a Yamanga, Mechanic Moon volta a ser Yack Moon novamente, aparecendo na cidade e desejando um último duelo contra Ryukendo. Kenji vai ao seu encontro e ambos mostram seus poderes. Yack Moon está mais poderoso graças à lua negra da noite, e tem uma batalha dura contra Ryukendo terminando com os dois sem energia, porém no duelo final usando apenas as suas espadas, Yack Moon cai diante da técnica do Deus Dragão Narukami de Kenji, sendo derrotado pelo herói. Antes de morrer, mostra-se um adversário leal e honrado, reconhecendo Ryukendo como um oponente poderoso e aceitando a morte como seu destino.
- Rainha Dourada Lady Gold (黄金女王レディゴールド, Ōgonjoō Redi Gōrudo, 14-48): é uma guerreira que recusa-se a lutar usando monstros; suas principais armas são sua capacidade de manipular os sentimentos humanos e de assumir a forma de uma mulher para enganar seus inimigos. Logo em sua primeira aparição, põe em prática um plano para que a cidade perca a confiança nos Guerreiros Madan e o sentimento de medo dos cidadãos gere energia negativa. Em batalha, se mostra muito mais forte e exímia lutadora que ambos, derrubando-os facilmente. Somente Ryujin'o, também em sua primeira aparição, conseguiu igualar-se a ela em termos de poder. Além disso, possui três "guarda-costas" Servas, notavelmente mais fortes que os soldados comuns: Ganymede (ガニメデ, Ganimede), Europa (ユウロパ, Yūropa) e Phobos (フォボス, Fobosu). Ao longo da série, desenvolve uma rivalidade com Fudou, testada muitas vezes no campo de batalha. Possui uma das partes da Chave Suprema dentro do corpo, retirada por Ryukendo Relâmpago. Em seguida, acabou destruída por Ryugan'o ao ter sua fonte de vida - seu brinco - destruída.
- Gigante de Pedra Rock Crimson (岩石巨人ロッククリムゾン, Ganseki Kyojin Rokku Kurimuzon, 16, 22, 37-45): guerreiro amigo do Doutor Worm, é capaz de se transformar em uma enorme bola de pedra. Tem grande poder destrutivo em batalha, mas se enfurece quando alguém o insulta. Em sua primeira aparição, destruiu a Torre de Akebono e derrubou Ryukendo e Ryugan'o com grande violência, deixando ambos inabilitados para lutar. Porém, Kenji adquiriu a Espada de Dois Fios e conseguiu destruí-lo, reduzindo-o a pedaços mínimos de rocha. É revivido pelo Doutor Worm com a ajuda de Lady Gold posteriormente, mas cai diante do Ultra Corte de Fogo de Ryukendo Fogo. Algum tempo depois, devido a um pedaço seu ter ficado na Terra, Crimson conseguiu absorver energia do Ponto de Poder e se autorregenerar e se transformar em um anel amarelo. Ichiko achou esse anel e o monstro acabou se apaixonando pela garota. Em batalha, acaba derrotado pelo ataque final triplo dos Guerreiros Madan. É ressuscitado uma última vez, quase descobrindo a base da S.H.O.T., terminando por enfrentar os Guerreiros Madan novamente, somente para ser derrubado e involuntariamente dar a Kenji a Chave Suprema escondida em seu corpo, gerando Ryukendo Supremo, que o derrotou definitivamente, reduzindo-o a partículas de pó.
- Sanguinador Conde Bloody (血煙伯爵ブラッディ, Chikemuri Hakushaku Buraddi, 21-48): demônio robótico que salvou Yack Moon após sua derrota, somente com o objetivo de usar os poderes do espadachim. Logo após a morte do mesmo, ele ataca Akebono usando um OVNI e misteriosos hologramas de uma garotinha chamada Angela. É revelado, no mesmo episódio, que ele foi o verdadeiro responsável pela morte dos pais de Shiranami na Europa há 10 anos, eis que ele tentou destruir o núcleo Madan Ryu europeu; para evitar que a explosão do local destruísse toda a Europa, os pais de Koichi dissiparam a energia. Porém, a explosão custou suas vidas. A partir daí, Koichi e o vilão tornam-se inimigos mortais. Tem sob seu comando robôs metálicos chamados Astroids (アストロイド, Asutoroido), usados para lutar contra os oponentes. Ainda, Bloody possui sob seu comando os Mecha Servos (メカ使い魔, MekaTsukaima), Servos com circuitos e partes mecânicas notavelmente mais resistentes e espertos que os convencionais. Responsável por usar o corpo de Yack Moon para revivê-lo na forma de Mechanic Moon. Possui uma das partes da Chave Suprema dentro do corpo, retirada por Ryukendo Relâmpago. Em seguida, acabou destruído pelo Ataque do Caos de Ryuyin'o, que finalmente concretizou sua vingança contra o ciborgue.
- Servos (遣い魔, Tsukaima): soldados de cor roxa usados pela Yamanga. Possuem pouca força, sendo facilmente derrubados pelos Guerreiros Madan. Porém, alguns deles são mais fortes, distinguindo-se por algum detalhe que os diferencia dos demais (como as que protegem Lady Gold e os Servos mecânicos de Bloody).

## Arsenal

### Ryukendo
- GekiRyuuKen (ゲキリュウケン, Gekiryūken): espada, arma primária e companheira de batalha de Kenji/Ryukendo. Ao contrário do que Kenji pensava, ela não foi criada pela S.H.O.T., mas encontrada sem memória em uma caverna na Europa pela organização e trazida ao Japão para ser inspecionada e melhorada. Aciona as chaves encontradas por Kenji. Ao inserir a Chave RyuuKen (リュウケンキー, Ryūkenkī) nela, Kenji consegue transformar-se em Ryukendo. É sacrificada para selar o Ponto de Poder no final da série.
- Deus GekiRyuuKen (ゴッドゲキリュウケン, Goddo Gekiryūken, 29-): Quando o monstro GremGoblin roubou a espada de Kenji e absorveu os poderes de Ryugan'o e Ryujin'o, juntamente com o seu próprio, a GekiRyuuKen evoluiu para essa nova versão, mil vezes mais poderosa do que a original, tornando-se um conjunto de espada e escudo. Juntamente com ela, as chaves do herói sofrem transformações evolutivas, tornando-se formas mais poderosas das antes conhecidas. Usando-a, Kenji pode alcançar sua forma definitiva, Deus Ryukendo.
- Dragão Supremo (アルティメットドラゴン, Arutimetto Doragon): um pequeno dragão dourado que se une à GekiRyuuKen, transformando-a na GekiRyuuKen Modo Supremo (ゲキリュウケンアルティメットモード, Gekiryūken Arutimetto Mōdo). Invocado pela Chave Máxima, seu corpo se une ao escudo e a cauda à espada, garantindo o poder supremo a Ryukendo.
- Adaga Madan (マダンダガー, Madan Dagā, 16-): uma pequena adaga ativada pela Chave Adaga (ダガーキー, Dagākī). Fudou arriscou a vida para dar luz à chave, liberando o poder da mesma para que Kenji pudesse derrotar Rock Crimson. Pode ser usada individualmente, com o golpe Cadeia Espiral Adaga (ダガースパイラルチェーン, Dagā Supairaru Chēin), que imobiliza os inimigos. Porém, seu grande trunfo é unir-se à GekiRyuuKen, gerando a poderosa Espada de Dois Fios (ツインエッジゲキリュウケン, Tsuin Ejji Gekiryūken). Nesse modo, a GekiRyuuKen desfere versões "ultras" de seus cortes, dependendo da forma em que Ryukendo se encontra.

### Ryugan'o
- GouRyuuGun (ゴウリュウガン, Gōryūgan): arma de fogo primária e parceira de batalha de Fudou/Ryugan'o. Possui um grande laço com seu "mestre", muito maior do que a GekiRyuuKen possui com Kenji. Quando Fudou insere a Chave RyuuGun (リュウガンキー, Ryūgankī) nela, a arma o transforma em Ryugan'o. Da mesma forma, ativa suas demais chaves e lhe garante o poder embutido nelas. É destruída pelo Bloody UFO no episódio 23, deixando Fudou sentindo-se culpado pelo que houve. Retorna algum tempo depois em uma versão mais poderosa. É sacrificada para selar o Ponto de Poder no final da série.
- Madan Magnum (マダンマグナム, Madan Magunamu, 27-): uma espécie de arma manual conectada à GouRyuuGun para formar a Magna GouRyuuGun. Pode se transformar em uma pequena espada para luta corpo-a-corpo. Ao ser conectada na GouRyuuGun, transforma a arma na híper-poderosa Magna GouRyuuGun (マグナゴウリュウガン, Maguna Gōryūgan), dez mil vezes mais forte que a arma original. Juntamente com a arma, as chaves de Ryugan'o evoluem nas mesmas proporções, adquirindo muito mais poder.

### Ryujin'o
- ZanRyuuYin (ザンリュウジン, Zanryūjin): arma de combate usada por Koichi/Ryuyin'o. Fala muito mais que as outras armas, tendo a mesma personalidade arrogante e individualista de seu mestre. Quando Koichi aciona a Chave RyuuYin (リュウジンキー, Ryūjinkī) nela, transforma-se em Ryuyin'o. Possui dois modos: o Modo Machado (アックスモード, Akkusu Mōdo), em que vira um poderoso machado, e o Modo Arco (アーチェリーモード, Acherī Mōdo), em que dispara flechas de energia contra os inimigos. É sacrificada para selar o Ponto de Poder no final da série.

### Genéricos
- Punho Madan (マダンナックル, Madan Nakkuru): é ativado pela Chave Punho Madan (ナックルキー, Nakkuru Kī), podendo ser ativado por qualquer um dos três guerreiros Madan. Transforma o bracelete de dragão em um poderoso detonador a longas distâncias.
- Madan Key Holder (マダンキーホルダー, Madan Kī Horudā): localizado na lateral do cinto, é onde ficam guardadas as Chaves Madan de cada um dos guerreiros. Escolhe automaticamente as chaves apropriadas para cada situação. A de Ryukendo é azul, a de Ryugan'o é vermelho e a de Ryujin'o é preto.

## Episódios
Ver artigo principal: Lista de episódios de Madan Senki Ryukendo
1. Esse é o Herói! (これがヒーローだ, Kore ga Hīrō da!)
2. Queime! Torne-se uma Chama! (燃えろ！炎になれ！, Moero! Honō ni Nare!)
3. Corra! Rei das Feras! (走れ！百獣の王！, Hashire! Hyakujū no Ō!)
4. Armamento Congelante! Ryukendo Aqua! (氷結武装！アクアリュウケンドー！, Hyōketsu Busō! Akua Ryūkendō!)
5. Aquele Cara é o Rival (あいつがライバルだ, Aitsu ga Raibaru da)
6. Vitória Certa com um Tiro! Canhão Dragão! (一撃必勝！ドラゴンキャノン！, Ichigeki Hisshō! Doragon Kyanon!)
7. Invocar! Gorila YuuOu! (召喚！ゴリラ獣王！, Shōkan! Gorira Jūō!)
8. O Demônio Escondido na Água (水にひそむ魔, Mizu ni Hisomu Ma)
9. Soe, Sino da Amizade (響け、友情の鐘, Hibike, Yūjō no Kane)
10. O Monstro do Oeste (西から来た怪物, Nishi kara Kita Kaibutsu)
11. O Poder da Chave Trovão (サンダーキーの力, Sandā Kī no Chikara)
12. Ativação Proibida! Ryukendo Trovão! (禁断の発動！サンダーリュウケンドー！, Kindan no Hatsudō! Sandā Ryūkendō!)
13. Encontro que Atravessou o Tempo (時を超えためぐり逢い, Toki o Koeta Meguriai)
14. O Novo Inimigo (新たなる敵, Aratanaru Teki)
15. O Medo que Rasteja nas Trevas (闇にうごめく恐怖, Yami ni Ugomeku Kyōfu)
16. Inimigo? Amigo? (敵か？仲間か？, Teki ka? Nakama ka?)
17. Que tal um Pesadelo? (悪夢はいかが？, Akumu wa Ikaga?)
18. Asas Seladas! Thunder Eagle! (封印されし翼！サンダーイーグル！, Fūinsareshi Tsubasa! Sandā Īguru!)
19. Demônios Revividos (復活の魔, Fukkatsu no Ma)
20. O Dia Agonizante de Fudou (不動サン受難の日, Fudō-san Junan no Nichi)
21. Adeus, Espadachim da Lua (さらば月光の剣士, Saraba Gekkō no Kenshi)
22. Torneio de Artes Marciais na Cidade (ご町内武道大会, Gochōnai Budōtaikai)
23. Visitante do Espaço Sideral (宇宙からの訪問者, Uchū kara no Hōmonsha)
24. Grande Batalha Decisiva Aérea! (空中大決戦！, Kūchū Daikessen!)
25. O Ovo do Grande Rei Demônio (大魔王の卵, Daimaō no Tamago)
26. Curso Especial da S.H.O.T.! Quem é o Campeão (ＳＨＯＴスペシャル講習！優勝者は誰だ, Shotto Supesharu Kōshū! Yūshōsha wa Dare da)
27. Força Total! Magna Ryugan'o! (パワーアップ！マグナリュウガンオー！, Pawā Appu! Maguna Ryūgan'ō!)
28. O Coração Certeiro da Máquina (機械じかけの心, Kikai Jikake no Kokoro)
29. Nasça! Deus Ryukendo!! (誕生！ゴッドリュウケンドー！！, Tanjō! Goddo Ryūkendō!!)
30. Tunel da Indecisão (迷いのトンネル, Mayoi no Tonneru)
31. O Maior Acidente de Akebono! (あけぼの町最大の事件！, Akebono-cho Saidai no Jiken!)
32. O Sorriso de Shiranami (白波おおいに笑う, Shiranami Ōi ni Warau)
33. Fusão Tripla! O Novo Poder de Ryuyin'o (三位一体！リュウジンオーの新たな力, Sanmiittai! Ryūjin'ō no Arata na Chikara)
34. O Maior Guarda-Chuva do Mundo (世界最大のアンブレラ, Sekai Saidai no Anburera)
35. Auditório de Akebono Visado (狙われたあけぼのステージ, Nerawareta Akebono Sutēji)
36. A Fantasma Lutadora (戦う幽霊, Tatakau Yūrei)
37. O Anel Amarelo da Felicidade (幸福の黄色いリング, Kōfuku no Kiiroi Ringu)
38. Resgate a Base da S.H.O.T.! (ＳＨＯＴ基地を救え！, Shotto Kichi o Sukue!)
39. As Asas da Luz Giram ao Redor das Estrelas (光の翼が星に舞う, Hikari no Tsubasa ga Hoshi ni Mau)
40. Pior Estratégia da História!? (史上悪の作戦！？, Shijōsai no Sakusen!?)
41. Ryuyin'o se tornou um Boneco (人形になったリュウジンオー, Ningyō ni Natta Ryūjin'ō)
42. Receita Mágica (魔法のレシピ, Mahō no Reshipi)
43. Meu Herói (わたしのヒーロー, Watashi no Hīrō)
44. Cidade de Akebono Fechada (ざされたあけぼの町, Tozasareta Akebono-cho)
45. Toda Jamanga Aparece! Estratégia Superior (ジャマンガ幹部総登場！頂上作戦, Jamanga Kanbusō Tōjō! Chōjō Sakusen)
46. O Quarto Alvo (四人目の標的, Yoninme no Hyōteki)
47. O Misterioso Guerreiro Dragão (謎の龍戦士, Nazo no Ryū Senshi)
48. Armamento Supremo! Ryukendo Supremo! (究極武装！アルティメットリュウケンドー！, Kyūkyoku Busō! Arutimetto Ryūkendō!)
49. Grande Rei Demônio Revivido! Batalha Sem Fim (大魔王復活！終わりなき戦い, DaiMaŌ Fukkatsu! Owarinaki Tatakai)
50. A Chave que Abre o Futuro (未来をひらく鍵, Mirai o Hiraku Kagi)
51. O Natal da Lua Cheia Negra (黒い月夜のクリスマス, Kuroi Tsukiyo no Kurisumasu)
52. Adeus, Guerreiros Madan! (さらば魔弾戦士！, Saraba Madan Senshi!)

## Especiais
- Atirador Madan Magna Ryugan'o (魔弾銃士（マグナ）リュウガンオー, Madan Jūshi (Maguna) Ryūgan'ō)

Especial com duração de 10 minutos que conta a história de Fudou desde sua atuação como detetive do departamento de investigações de Akebono, sua amizade com GouRyuuGun até sua primeira missão como um Guerreiro Madan. Revela a origem de Ryugan'o, bem como a do termo "raijin" e o motivo do uso intenso da força de vontade durante as batalhas.
- Madan Senki Ryukendo Especial: Episódio Zero (魔弾戦記リュウケンドー, Madan Senki Ryūkendō)

Especial lançado no DVD original da série, serve como um episódio zero, narrando os acontecimentos do episódio piloto, bem como apresentando os brinquedos da série.

## Elenco
- Kenji Narukami/Ryukendo: Shougo Yamaguchi (山口翔悟, Yamaguchi Shōgo)
- Juushirou Fudou/Ryugan'o: Gen (源, Gen)
- Koichi Shiranami/Ryujin'o: Kouhei Kuroda (黒田耕平, Kuroda Kōhei)
- Yuuya Amachi: Kei Shimizu (清水圭, Shimizu Kei)
- Lin Sakyou: Kumi Imura (井村空美, Imura Kumi)
- Kichi Setoyama: Kentarou Miyagi (宮城健太郎, Miyagi Kentarō)
- Kaori Nose: Hiroko Sato (佐藤寛子, Sato Hiroko)
- Komachi Kurihara: Fumie Hosokawa (細川ふみえ, Hosokawa Fumie)
- Dr. Worm: Takao Handa (飯田孝男, Handa Takao)
- Ichiko Nakazaki: Eri Otoguro (乙黒えり, Otoguro Eri)
- Ritsuko Takakura: Hitomi Nakahodo (仲程仁美, Nakahodo Hitomi)
- Umi Saionji: Ayano Okubo (大久保綾乃, Ookubo Ayano)